# Richard Brewer

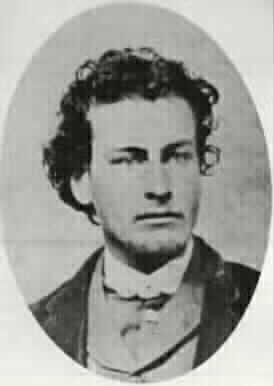
Richard Brewer

Richard Brewer - alias Dick Brewer - (St. Albans, Vermont, 10 januari 1850 - Lincoln County, New Mexico, 4 april 1878) was een Amerikaanse outlaw en was de eerste leider van The Lincoln County Regulators (de bende waar Billy the Kid ook in zat).
Richard stierf ten tijde van The Lincoln County War, toen  werd hij doodgeschoten door Buckschot Roberts die een premiejager was die werkte voor de vijanden van The Regulators.

## Voor The Lincoln County War
Richard werd geboren op 10 januari 1850 in  de plaats St. Albans in de staat Vermont.
Toen hij 2 jaar oud was verhuisde zijn familie naar de staat Wisconsin waarna hij later weer zou verhuizen naar de staat Missouri en uiteindelijk naar Lincoln County, New Mexico waar hij uiteindelijk stierf.
In Lincoln County kocht hij een stuk grond waar hij van plan was om een boerderij te beginnen.
Dit werd niks en hij ging toen werken voor John Tunstall die een boerderij begon en meteen al de allergrootste boerderij van Lincoln County had en daar werd Richard de baas over zijn vee.
James Dolan zag zo'n grote boerderij als een bedreiging en probeerde Tunstall weg te concurreren. Dit lukte echter niet en daardoor liet Dolan een bende vormen die Tunstall moest vermoorden.
Tunstall merkte dit en begon ook een bende genaamd Iron Clad die de taak had om hem te beschermen. Brewer werd de onderbaas over deze groep.

## Lincoln County War
Op 18 februari in 1878 werd Tunstall toch uiteindelijk vermoord, de dag na zijn dood begon Iron Clad meer leden te krijgen en toen werden ze The Lincoln County Regulaters ook wel Regulators genoemd.
Deze groep bestond toen uit 45 man met onder andere Billy the Kid. Deze groep bestond uit Amerikanen, Mexicanen en indianen en waren volgens verhalen de beste schutters van het Wilde Westen. Brewer werd ook de baas van deze groep.
In de bende ontstonden goede vriendschappen waaronder Dick Brewer met Billy the Kid, Jose Chavez y Chavez en Josiah Gordon 'Doc' Scurlock maar ook met de leden die niet bij Iron Clad zaten. De bende had als doel om de moordenaars van Tunstall op te pakken. Soms splitste de bende zich weleens op en kregen leden die bij Iron Clad hadden gezeten de leiding over deze kleine groepjes. Toen op 4 april 1878 Richard Brewer werd vermoord in een vuurgevecht door Buckschot Roberts kreeg Frank McNab de leiding. Buckschot Roberts stierf echter ook in hetzelfde vuurgevecht als Richard.